# 1760年の相撲
1760年の相撲（1760ねんのすもう）は、1760年の相撲関係のできごとについて述べる。

## 本場所など
- 4月場所（大坂相撲）[1]
  - 興行場所:堀江
  - 晴天10日間興行
- 10月場所（江戸相撲）[2]
  - 興行場所:芝神明社境内
  - 11月8日（旧10月1日）より晴天8日間興行